# Plumbungan (Gabus)
Plumbungan is een bestuurslaag in het regentschap Pati van de provincie Midden-Java, Indonesië. Plumbungan telt 1161 inwoners (volkstelling 2010).